# Drums Are for Parades
Drums Are for Parades is een Belgische sludgemetalband, bestaande uit Piet Dierickx, Wim Reygaert, David Dumont en Stijn Vanmarsenille. Dierckx en Vanmarsenille spelen ook bij Future Old People Are Wizards.
Het volwaardige debuutalbum Master verscheen in 2010. Datzelfde jaar was de band artist in residence in het Gentse kunstencentrum De Vooruit.
De band speelde onder meer op Pukkelpop, Putrock en het Dour Festival.

## Discografie
- 2009 - Artificial Sacrificial Darkness in the Temple of the Damned (ep)
- 2010 - Master
- 2014 - Drums are for parades